# Hraniční přechod Bregana-Obrežje

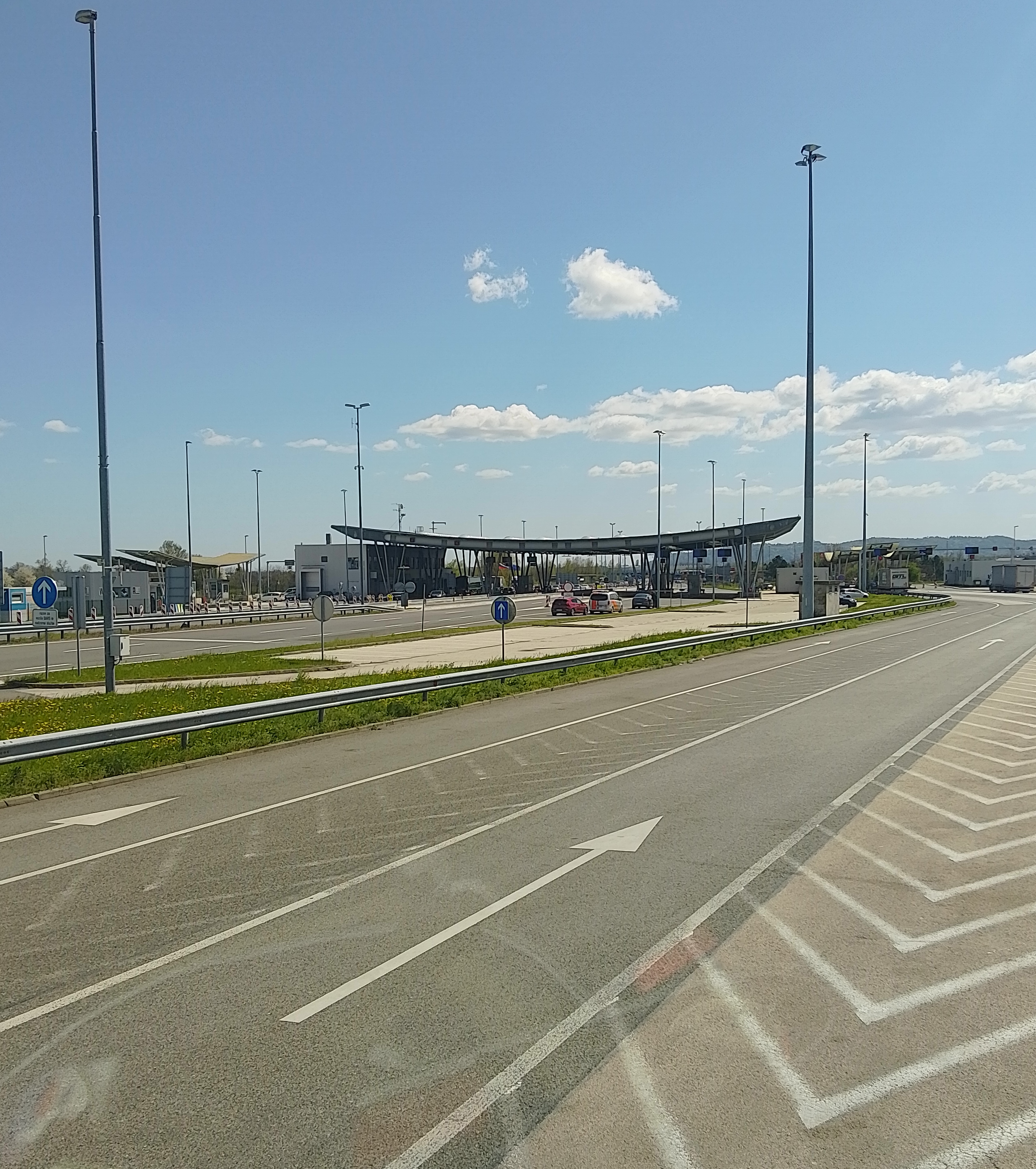
Hraniční přechod Obrežje-Bregana

Hraniční přechod Bregana-Obrežje (chorvatsky Granični prijelaz Bregana, slovinsky Mejni prehod Obrežje) se nachází mezi Chorvatskem a Slovinskem, jako součást spojnice hlavního dálničního tahu z Lublaně (dálnice A2) do Záhřebu (dálnice A3). Jmenuje se podle vesnic Bregana v Záhřebské župě Chorvatska a Obrežje, spadající pod město Brežice ve Slovinsku.
Je to jeden z nejvíce využívaných hraničních přechodů mezi oběma zeměmi; během letní turistické sezóny jej využívá také i řada turistů ze západní a střední Evropy. Vznikají zde proto často kolony.
Současnou podobu získal hraniční přechod v roce 2004 v souvislosti s vstupem Slovinska do Evropské unie. Od roku 2007 je tento přechod vstupní branou Chorvatska do Schengenského prostoru. V roce 2015 byl přechod obležen uprchlíky během Evropské migrační krize, kteří zde protestovali, žádali vstup na území Slovinska a svým protestem v září téhož roku vynutili přerušení provozu přechodu.